# Odilia van de Elzas

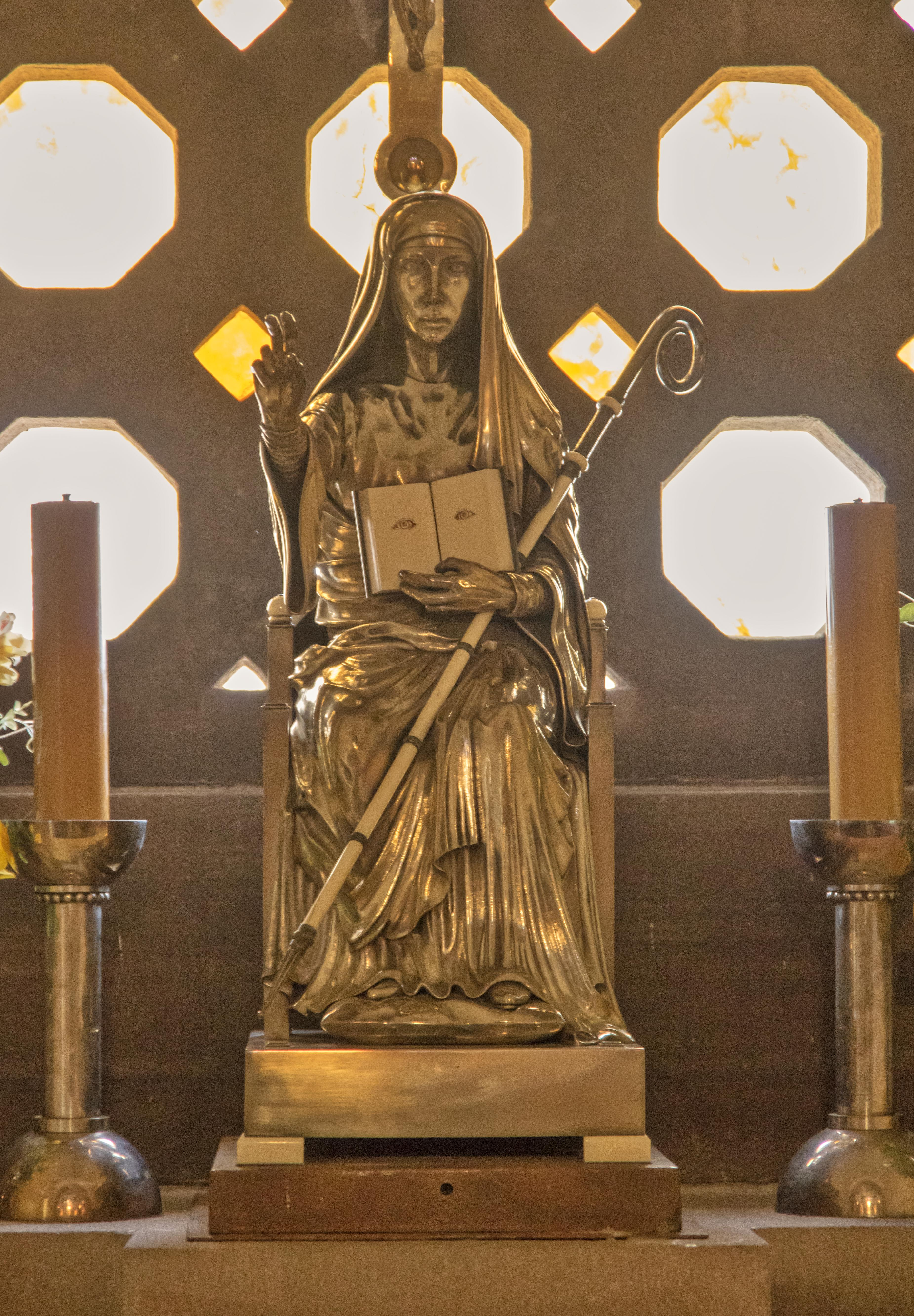
Beeld van de heilige Odilia in de Abdij Hohenbourg

De heilige Odilia (Obernai, rond 660 - Mont Sainte-Odile, 13 december 720) was een dochter van hertog Eticho I uit de Elzas en van Bersinda en een zuster van de H. Roswinda. 
Odilia werd blind geboren. Haar vader wilde haar daarom doden maar werd tegengehouden door Bersinda. Odilia werd door haar familie verstoten en ondergebracht bij een familie op het platteland. Toen zij 12 jaar was, werd zij naar een klooster in Bourgondië gebracht. Daar kreeg zij het zicht terug bij haar doopsel door de H. Erhard van Regensburg. Zij keerde terug naar haar ouders in het kasteel Hohenburg op de Mont Sainte-Odile. Toen haar vader haar wilde uithuwelijken vluchtte Odilia naar het Zwarte Woud en nam daar haar intrek in een grot. Pas nadat haar vader zich verzoende met haar roeping keerde ze terug naar de Hohenburg. Na tussenkomst van bisschop Leodegarius van Autun schonk Eticho de Hohenburg aan Odilia. Daar stichtte zij een klooster en werd abdis. Ze stichtte ook een klooster in het dal, de Niedermunster.
Odilia is sinds 1946 de patroon van de Elzas en wordt aangeroepen tegen oogkwalen. Haar feestdag is op 13 december.
In de Chapelle Sainte-Odile in het klooster op de Mont Sainte-Odile is Odilia begraven. 